# 위충현
위충현(魏忠賢, 1568년 2월 27일 - 1627년 12월 11일)은 중국 명나라 시대의 환관 겸 정치인이다. 본명은 ‘위사’(魏四)이다. 입궁 후 이름을 이진충(李進忠)으로 바꿨다가 이후 위충현으로 다시 개명하게 된다. 북직례성(北直隸省) 창주(滄州) 숙녕현 사람이다.

## 생애
북직례(北直隸, 현재 중화인민공화국 허베이성) 출신으로, 건달 생활을 하다가 고액의 빚을 져서 생각 끝에 거세하고 내시가 되었다.
1620년 천계제의 유모에 접근하여 황제의 즉위 후 중용된다. 동림당(청의파) 등 궁중의 싸움을 이용하여 1623년 비밀 경찰 조직인 동창(東廠)의 장관이 된다.
천계제를 대신하여 정무를 농단하고 “요천지순덕지성지신”(堯天舜德至聖至神)이라고 자칭하며, 또한 자신의 일당에게 스스로를 "구천세(九千歲)"로 창화시키고 (만세는 황제 밖에 사용할 수 없기 때문에), 각지에 자신의 동상을 직접 만들게 할 정도의 권세를 자랑했다.
1624년 동림당(東林黨) 일원인 좌부도어사(左副都御史) 양련(楊漣) 등이 24가지 죄상을 들어 위충현을 규탄하자, 동림당을 탄압한다. 1626년 서호 호반에 생사(生祠, 산 사람의 사당)를 축조한다. 1627년에 천계제가 죽고, 동생인 숭정제가 1628년 즉위하면서 탄핵을 당해 봉양(鳳陽)으로 좌천되어 가는 도중에 체포 소식을 듣고 부성(阜城)에서 이조흠과 함께 목을 매달아 자살했다. 시신은 찢겨지고, 목은 효수되었으며, 또한 그의 일족도 처형되었다.

## 가족
- 부인: 객씨

## 같이 보기
- 모문룡
- 제초절당